# Cees Koch
Cees Koch   (Rotterdam, 16 de juliol de 1936 - 14 de setembre de 2021) fou un atleta neerlandès, especialista en el llançament de disc, que va competir durant les dècades de 1950 i 1960.
El 1960 va prendre part en els Jocs Olímpics d'Estiu de Roma, on fou vint-i-dosè en la prova del llançament de disc del programa d'atletisme. Quatre anys més tard, als Jocs de Tòquio, quedà eliminat en sèries en la mateixa prova.
En el seu palmarès destaca una medalla de plata en la prova del llançament de disc al Campionat d'Europa d'atletisme de 1962, així com setze campionats nacionals, nou de llançament de disc (1956, 1958 a 1962, 1964, 1965 i 1970) i set de llançament de pes (1955, 1956 i 1958 a 1962). Va millorar nombroses vegades el rècord neerlandès de disc i de pes, fins a situar-los en 58,05 metres (1962) i 16,55 metres (1960), respectivament.

## Millors marques
- Llançament de pes. 58,05 (1962)
- Llançament de disc. 16,55 metres (1960)[6]